# Tatjana Lemechova
Tatjana Ivanovna Lemechova (Russisch: Татьяна Ивановна Лемехова) (Leningrad, 19 juni 1946 - Sint-Petersburg, 8 januari 2013) is een voormalig basketbalspeelster die uitkwam voor het nationale basketbalteam van de Sovjet-Unie. Ze kreeg de onderscheidingen Meester in de sport van de Sovjet-Unie in 1992 en Geëerde Coach van de Rusland in 2005.

## Carrière
Lemechova speelde van 1962 tot 1981 voor Spartak Leningrad. Ze won in 1974 het landskampioenschap van de Sovjet-Unie. Ook won ze vier keer op rij de Ronchetti Cup. In 1971 werd ze met de Sovjet-Unie wereldkampioen.
In 1981 werd ze coach van Spartak Leningrad. In 1987 ging ze naar Elektrosila Leningrad. In 1992 veranderde de club naam in Force-Majeure Sint-Petersburg.

## Erelijst
- Landskampioen Sovjet-Unie: 1
  - Winnaar: 1974
  - Tweede: 1970, 1971, 1972, 1973, 1975
  - Derde: 1976
- Ronchetti Cup: 4
  - Winnaar: 1972, 1973, 1974, 1975
- Wereldkampioenschap: 1
  - Goud: 1971